# Ukulele
Ukulele (hawaiiansk: ʻUkulele) er et traditionelt hawaiiansk, firstrenget strengeinstrument, der stammer fra braguinhaen også kaldet machete.

## Historie
Der findes mange teorier og sjove historier om ukulelen, og om hvordan den kom til Hawaii. Man mener, at ukulelen kom med skib med arbejdsfolk fra Portugal i 1879. Lederen af disse, Manuel Nunes, skulle have bragt et instrument med sig, kaldet en braguinha eller machete de braga, der er en slags portugisisk cavaquinho.
De indfødte så ved opvisninger, hvordan man spillede på instrumentet, og kaldte den 'ukulele, som betyder "hoppende/dansende lus", fordi fingrene hoppede og dansede, når der blev spillet på den.
Da Hawaii blev en amerikansk stat blev instrumentet efterhånden kendt på den amerikanske vestkyst via sejlruterne og populariteten spredte sig efterhånden til hele USA. Der findes tidlige vidnesbyrd om jazz, der har brugt den som akkordinstrument.
Den blev før, under og efter 2. verdenskrig populær i Europa på grund af den britiske filmkomiker Georg Formby, der ofte sang i sine film til akkompagnement af en ukulele.
Ukulelen har i de seneste 10 år opnået enorm popularitet i hele verden. Instrumentets funktion som en slags begynder-guitar har gjort ukulelen meget populær, da det er lettere at lære end en traditionel guitar. Ukulelen er blevet et helt normalt syn bl.a. i mange talentshows.

## Størrelser
Der findes 5 slags ukulelestørrelser, som er stemt forskelligt. 4-strengen er normalt 1 oktav højere end guitaren.
```
-
Sopranino
-ukulele : D,G,B,E
-
Sopran
-ukulele    : G,C,E,A/A,D,F#,B 
-
Koncert
-ukulele   : G,C,E,A/A,D,F#,B
-
Tenor
-ukulele     : G,C,E,A/A,D,F#,B
-
Baryton
-ukulele   : D,G,B,E
-
Bas
-ukulele       : E,A,D,G
```

Derudover findes der elektriske ukuleler, oftest tenor eller sopran, samt ananasformede ukuleler og banjoleler (eller banjoukuleler) en lille firstrenget banjo der er stemt som en ukulele.

## Ukulelens opbygning
Ukulelen indeholder mange af de samme dele, som guitaren også gør:
- Et hoved
- Stemmeskruer
- Sadel
- Hals
- Bånd
- Krop
- Lydhul
- Bro
- Bånd markører
- Strenge